# دنیل هاس
دنیل هاس (انگلیسی: Daniel Haas؛ زادهٔ ۱ اوت ۱۹۸۳) بازیکن فوتبال اهل آلمان است.
از باشگاه‌هایی که در آن بازی کرده‌است می‌توان به باشگاه فوتبال هانوفر ۹۶، باشگاه فوتبال یونیون برلین، باشگاه فوتبال آینتراخت فرانکفورت، و باشگاه فوتبال هوفنهایم اشاره کرد.
وی همچنین در تیم‌های ملی فوتبال جوانان آلمان و زیر ۲۰ سال آلمان بازی کرده‌است.